# De Vijfhuizen
De Vijfhuizen is een buurtschap in de gemeente Zuidplas (voorheen Zevenhuizen-Moerkapelle).
De Vijfhuizen ligt ten noordoosten van Rotterdam aan de rivier de Rotte tussen de Rottemeren en de Middelweg (een kaarsrechte weg midden door de Eendragtspolder). Aan de Rottekade, direct tegen de kade, ligt, op buitendijkse rieteilandjes (bonken), het bungalowpark de Bonk.

## Geschiedenis
Ter hoogte van de Vijfhuizen werd de Rotte vroeger het Schreirak genoemd. De Rotte maakt hier een zeer grote S-bocht die aan de schippers al naargelang de windrichting oponthoud veroorzaakte. Oorspronkelijk stonden hier aan de Rottekade vijf huizen: twee boerderijen en drie kleinere huizen, waaronder een vissershuisje. Een van de twee boerderijen werd na een brand opnieuw opgebouwd en kreeg de naam de Vijfhuizen, dezelfde naam als de buurtschap. De andere werd door de Rotterdamse architect J. Verheul Dzn. in zijn publicaties Vlietzigt genoemd. Na het ontvenen en droogleggen van de Eendragtspolder (Swanlasche polder) in 1760 kwamen er onder aan de Rottedijk in de polder nog huizen bij. In de Vijfhuizen stond van 1550 tot 1764 ook de oude Swanlasche Molen.
Anno 2016 telt de Vijfhuizen meer dan drie keer zo veel huizen (het bungalowpark niet meegerekend) en is door recreatiegebieden voor Vinex-locaties ingesloten. Achter de Vijfhuizen ligt sinds 2013 de Willem-Alexander Baan. De daarvoor nieuw aangelegde kade is vernoemd naar de Nederlandse dichter Dirk Smits.

## Trivia
In de Eendragtspolder bij de Vijfhuizen werd als meststof toemaak gestort, een mengsel van stalmest, bagger en huisvuil uit Rotterdam. Talloze pijpestelen, pijpekoppen en scherven van potten en kruiken in het polderland getuigen daarvan.

## Galerij

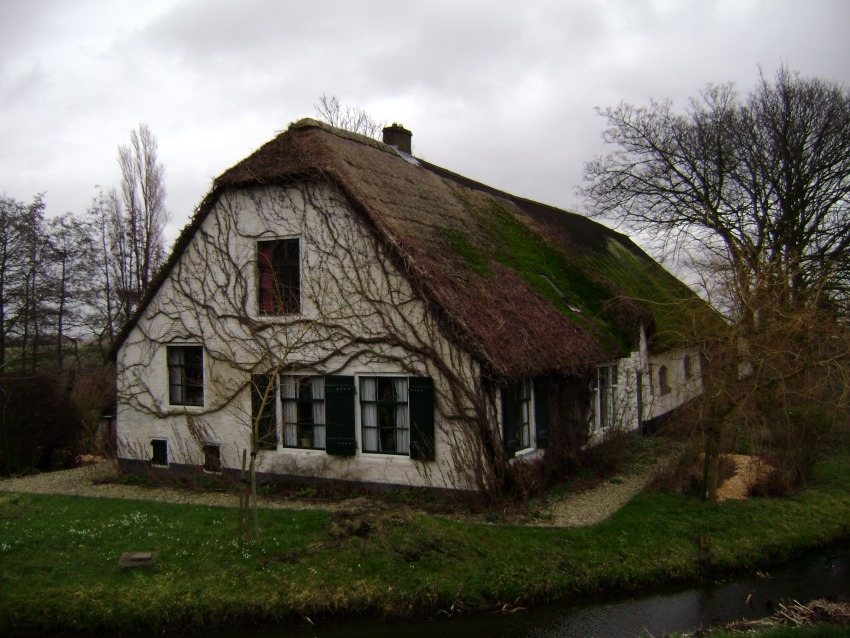
Boerderij Vlietzigt, Rottekade 13
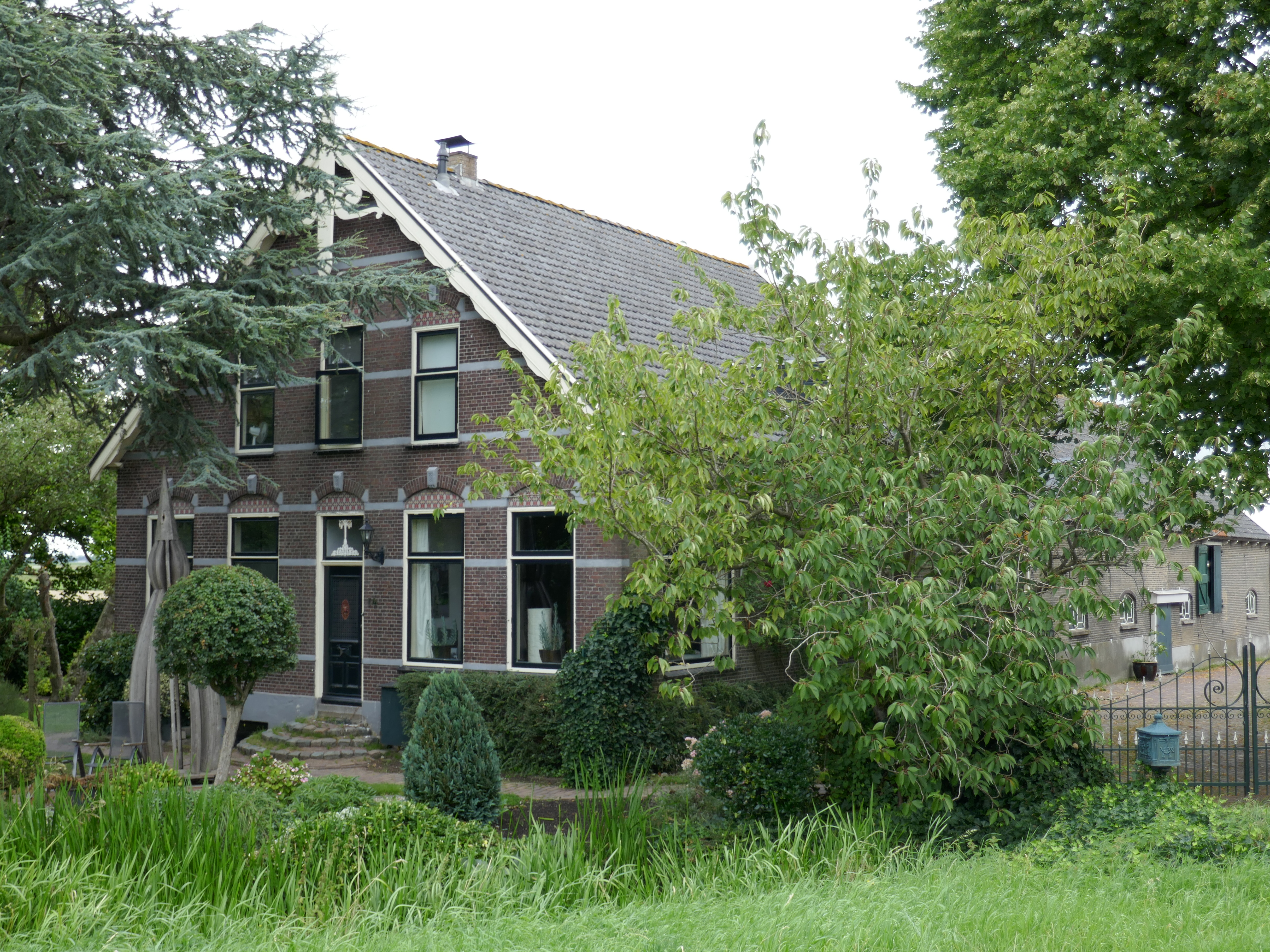
Boerderij De Vijfhuizen, Rottekade 14
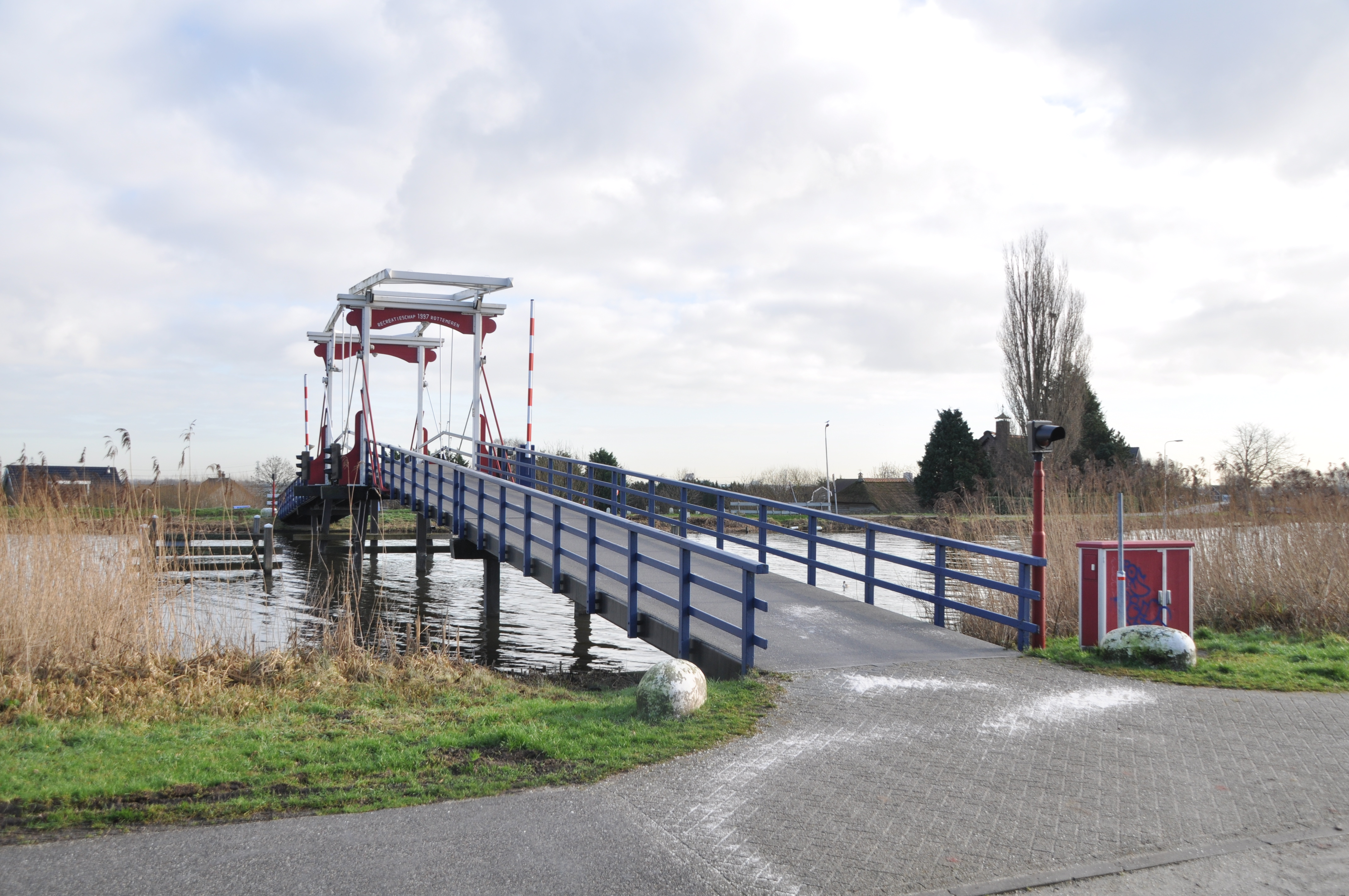
De Pekhuisbrug over de Rotte bij de Vijfhuizen
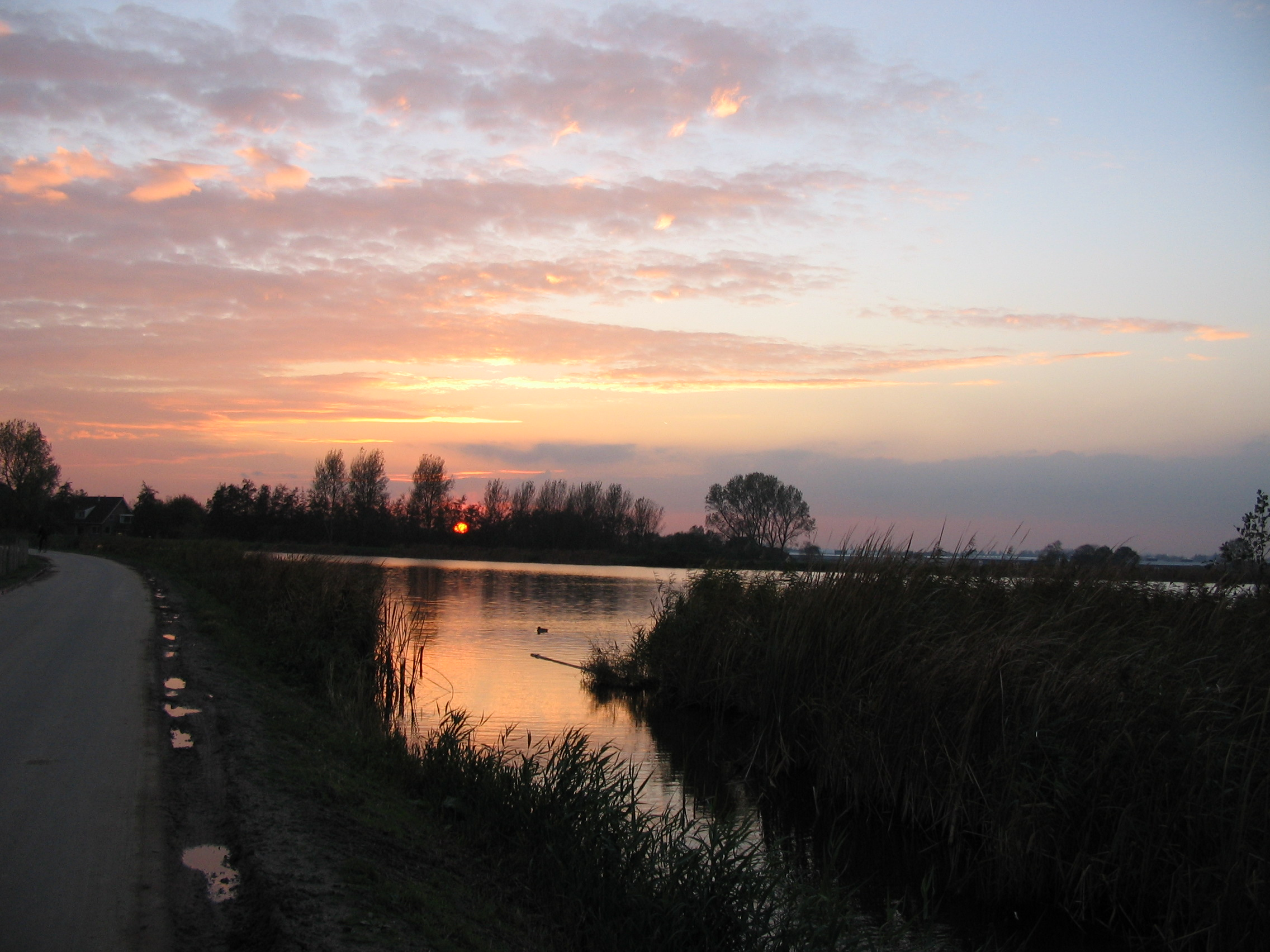
De Rotte vanaf de Linker Rottekade ter hoogte van de Vijfhuizen

Dorpen: Moerkapelle · Moordrecht · Nieuwerkerk aan den IJssel · Zevenhuizen

Buurtschappen: 's-Gravenweg (deels) · Donderdam (deels) · Eerste Tocht · Groot Hitland / Ver-Hitland · Hollevoeterbrug · Kikkershoek · Klein Hitland · Kortenoord · Oud Verlaat · De Vijfhuizen

Zuid-Holland: Steden en dorpen    Nederland: Provincies · Gemeenten